# Polana (gmina)
Polana – dawna gmina wiejska istniejąca w latach 1934–39, 1941–44 i 1952–54 w woj. lwowskim i woj. rzeszowskim oraz w dystrykcie krakowskim Generalnego Gubernatorstwa pod okupacją niemiecką (dzisiejsze woj. podkarpackie). Siedzibą władz gminy była Polana.

## Historia

### 1934–1939
Gminę zbiorową Polana utworzono 1 sierpnia 1934 roku województwie lwowskim, w powiecie leskim, z dotychczasowych jednostkowych gmin wiejskich: Chrewt, Polana, Rosochate, Rosolin, Serednie Małe i Wydrne. Gminy te przekształcono 17 września 1934 w sześć gromad (sołectw) gminy Polana.

### 1939–1941
Po wybuchu II wojny światowej granica niemiecko-sowiecka przedzieliła gminę wzdłuż Sanu. Prawie cała gminy Polana przeszła pod okupację radziecką, gdzie została zniesiona 17 stycznia 1940 i włączona do nowo utworzonego tam rejonu ustrzyckiego w obwodzie drohobyckim. Jedynie północno-zachodni, lewobrzeżny fragment gromady Chrewt znalazł się pod okupacją niemiecką, wchodząc w skład gminy Wołkowyja w Landkreis Sanok w dystrykcie krakowskim w Generalnym Gubernatorstwie, gdzie został zintegrowany z gromadą Horodek.

### 1941–1944
Rejon ustrzycki przestał istnieć wraz z wybuchem wojny niemiecko-radzieckiej 22 czerwca 1941. Na mocy dekretu Adolfa Hitlera z 1 sierpnia 1941 obszar dawnej gminy Czarna wszedł w skład Generalnego Gubernatorstwa i utworzonego tam nowego dystryktu Galicja, gdzie odtworzono gminę Polana w jej oryginalnych granicach. 15 listopada 1941 gminę Polana włączono do powiatu sanockiego w dystrykcie krakowskim.
W 1943 roku gmina Polana liczyła 3856 mieszkańców (951 w Chrewcie, 1697 w Polanie, 317 w Rosochatem, 249 w Rosolinie, 332 w Seredniem Małym i 310 w Wydrnem).

### 1944–1951
Latem 1944 przywrócono ponownie granicę na Sanie po zajęciu wschodnich terenów przez Armię Czerwoną, włączając ponownie prawie cały (a więc tak jak w latach 1939–1941) obszar gminy Polana do reaktywowanego 31 lipca 1944 rejonu ustrzyckiego w ZSRR. Dawny obszar gminy podzielono na cztery rady wiejskie:
- rada wiejska Chrewt (Хревтська сільська рада) – wieś Chrewt (Хревть), chutor Liwobrat (Ливобрат), chutor Rajskie (Райське)[11], chutor Tworylne (Творильне)[12];
- rada wiejska Polana (Полянська сільська рада) – wieś Polana (Поляна), chutor Rosolin (Росолин);
- rada wiejska Rosochate (Росохатенська сільська рада) – wieś Rosochate (Росохате);
- rada wiejska Serednie (Середнянська сільська рада) – wieś Serednie (Середне), chutor Wydrne (Видрене).

### 1951–1954
W wyniku włączenia do Polski z ZSRR w grudniu 1951 prawie całego rejonu ustrzyckiego w ramach umowy o zmianie granic z 15 lutego 1951, obszar ten przekształcono w nowy powiat ustrzycki z siedzibą w Ustrzykach Dolnych.
1 stycznia 1952 w powiecie ustrzyckim w woj. rzeszowskim reaktywowano dawną gminę Polana. Jej obszar zwiększył się równocześnie o wyłączone z ZSRR rady wiejskie: Paniszczów (należącą przed wojną do gminy Czarna w powiecie leskim) i Sokole (należącą przed wojną do gminy Łobozew w powiecie leskim).
Ponadto nowy powiat ustrzycki zmodyfikowano, dołączając do niego części powiatów leskiego i przemyskiego. Do gminy Polana dołączono w związku z tym obszary zniesionej gminy Zatwarnica z powiatu leskiego, obejmującej gromady: Hulskie, Krywe ad Tworylne, Ruskie, Studenne, Tworylne i Zatwarnica.
1 lipca 1952 gmina Polana w dalszym ciągu nie została podzielona na gromady. Doszło do tego 29 września 1952, kiedy obszar odzyskany od ZSRR podzielono na cztery gromady:
- Chrewt (wieś Chrewt i przysiółek Wydrne, 2365 ha);
- Paniszczów (wieś Paniszczów i przysiółek Sokole, 2076 ha);
- Polana (wieś Polana i przysiółek Rosolin, 2442 ha);
- Rosochate (wieś Rosochate i przysiółek Serednie Małe, 2245 ha).

Na uwagę zasługuje, że gromady utworzono wyłącznie na bazie miejscowości odłączonych od ZSRR. Mimo włączenia do gminy Polana sąsiedniej gminy Zatwarnica, nie utworzono na obszarze tej drugiej ani jednej gromady. Spowodowane to było kompletnym spaleniem i wyludnieniem tych miejscowości pod koniec wojny i po jej zakończeniu, w tym w toku walk z UPA. Zachowano jednak oryginalny podział obszaru na obręby ewidencyjne w granicach (i o nazwach) dawnych gmin katastralnych (gromad), które później stopniowo zaludniano, tworząc nowe miejscowości i sołectwa.
Gminę Polana zniesiono 29 września 1954 roku wraz z reformą wprowadzającą gromady w miejsce gmin. Jej obszar wszedł w całości w skład nowej gromady Polana.
Jednostki nie przywrócono 1 stycznia 1973 roku po reaktywowaniu gmin. Jej oryginalny obszar sprzed 1939 (Chrewt, Polana, Rosochate, Rosolin, Serednie Małe i Wydrne) wszedł w całości w skład gminy Czarna, a biorąc dodatkowo pod uwagę jej permutację z lat 1952–1954, także w skład gmin: Lutowiska (Hulskie, Krywe, Ruskie i Zatwarnica), Ustrzyki Dolne (Sokole) i Wołkowyja (Studenne) oraz gminy Czarna (Paniszczów).